# Пригородна сільська адміністрація (Житікаринський район)
При́городна сільська адміністрація (каз. Пригородная ауылдық әкімдігі, рос. Пригородная сельская администрация) — адміністративна одиниця у складі Житікаринського району Костанайської області Казахстану. Адміністративний центр та єдиний населений пункт — село Пригородне.
Населення — 1467 осіб (2021; 3028 у 2009, 2158 у 1999, 2515 у 1989).
Станом на 1989 рік існувала Пригородна селищна рада (смт Пригородний, селище Прирічний), селище Шортанди перебувало у складі Більшовицької сільської ради. З 1993 року — Пригородна селищна адміністрація, село Прирічне утворило окрему Прирічну сільську адміністрацію. 2005 року адміністрація перетворена в Пригородний сільський округ. Село Шортанди було ліквідоване 2007 року, сільський округ перетворено в сільську адміністрацію.

## Склад
До складу округу входять такі населені пункти:
| Населений пункт  | Старі назви | Населення, осіб (1989) | Населення, осіб (1999) | Населення, осіб (2009) | Населення, осіб (2021) |
| ---------------- | ----------- | ---------------------- | ---------------------- | ---------------------- | ---------------------- |
| Пригородне, село | Пригородний | 2257                   | 1992                   | 3028                   | 1467                   |
| Шортанди, село   | -           | 258                    | 166                    | -                      | -                      |